# 竹細工

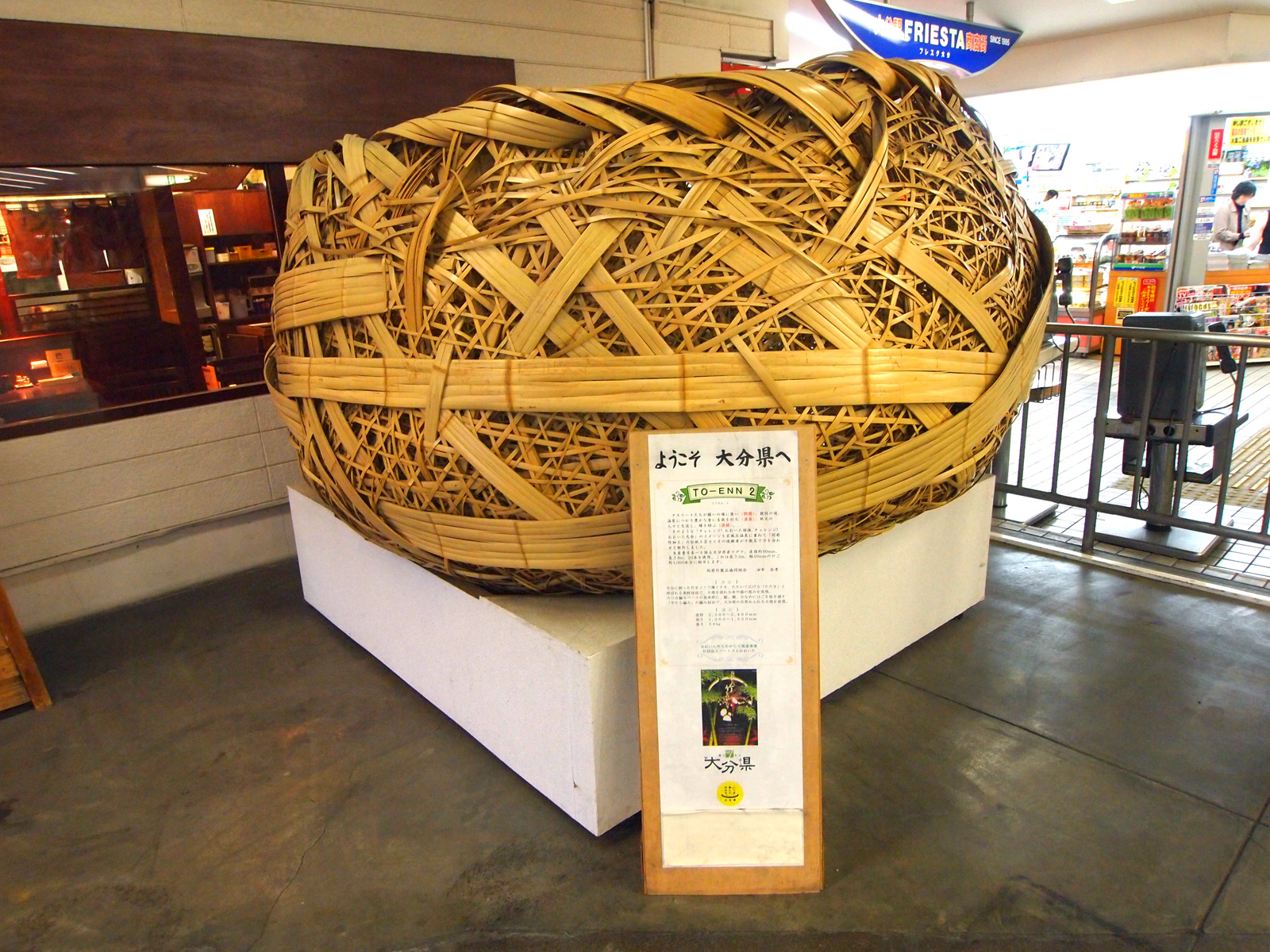
JR大分駅に展示されている別府竹細工の巨大な竹籠

竹細工（たけざいく）は、竹を加工したり、竹ひごを編み込んで細工物を作ったりすること。または、日用品・農具・漁労具などの荒物、茶道具などの工芸品、竹とんぼや水鉄砲といった玩具の中で、竹を素材とした細工物のことを指す。

## 編組
竹ひごの編み込み方・編組（籠目）の種類には、基本となる六つ目編み、四つ目編み、ござ目編み、網代編み、さらには、異なる太さのひごを駆使した波網代や、麻の葉編み、松葉編み、やたら編みといった装飾的な特徴を高めたものなど、用途に応じて様々なパターンがある。

## 素材
素材となる竹にはマダケが最も多く利用されており、伐採したままの青竹、火であぶったり（乾式）、苛性ソーダで煮沸したり（湿式）して油抜きをした晒し竹、ある程度炭化させた炭化竹、伐採後数ヶ月から数年間自然に枯らしたもの、家屋の屋根裏で数十年間囲炉裏や竈の煙で燻された煤竹と、種々の素材が流通する。これらは弾力性、硬さ、耐久性などが異なり、利用目的によって使い分けられる。青竹は容易に入手できるが、耐久性に問題があり、晒し竹や炭化竹に加工する事でその問題点は改善する。煤竹は独特の色（煤竹色）をしており、硬く、耐久性に富むが、入手は困難である。
マダケについでモウソウチクも多く用いられる。モウソウチクは、もっぱら青竹のままで利用される。
別府竹細工や日田の竹箸などの竹工芸の盛んな大分県は、マダケの面積、生産量とも全国一のシェアを占めるとともに、竹材業者も多いため、加工された素材も入手が容易である。

## 伝統的工芸品
経済産業大臣指定伝統的工芸品に指定されている竹工品には以下のものがある。
- 江戸和竿（東京都）
- 駿河竹千筋細工（静岡県）
- 大阪金剛簾（大阪府）
- 高山茶筌（奈良県）
- 勝山竹細工（岡山県）
- 別府竹細工（大分県）
- 都城大弓（宮崎県）